# Etton (Cambridgeshire)
Etton – wieś w Anglii, w hrabstwie ceremonialnym Cambridgeshire, w dystrykcie (unitary authority) Peterborough. Leży 58 km na północny zachód od miasta Cambridge i 127 km na północ od Londynu. Miejscowość liczy 158 mieszkańców.